# Geir Gulliksen (Reiter)

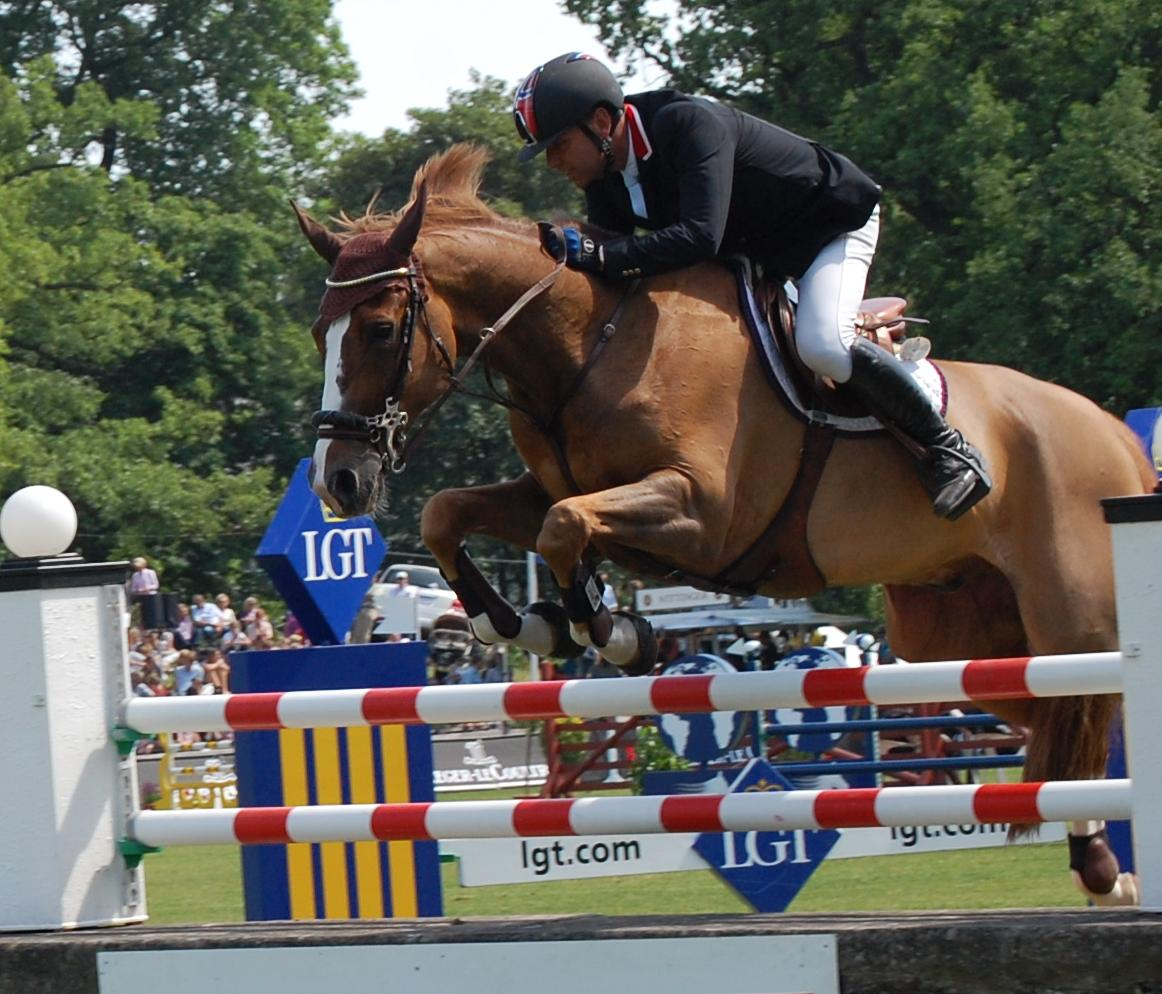
Geir Gulliksen mit L'Espoir beim Championat von Hamburg 2011 (CSI 5*)

Geir Gulliksen (* 9. Januar 1960 in Ålesund) ist ein norwegischer Springreiter.
Im April 2013 befindet er sich auf Platz 269 der Weltrangliste. Im Mai 2011 befand er sich auf Rang 143.

## Werdegang
Gemeinsam mit Morten Djupvik, Tony André Hansen und Stein Endresen gewann er 2008 die Bronzemedaille bei den Olympischen Spielen.
Nach einer positiven Dopingprobe von Hansens Pferd Camiro wurden dem Team die Medaillen aberkannt.
2001 wurde Gulliksen zum Sportler des Jahres gewählt.
Im Februar 2012 wurde er, in Folge eines Reitunfalls wenige Tage zuvor, mit Blutklumpen in den Lungenflügeln ins Krankenhaus eingeliefert.
Gulliksen lebt in Lierskogen, ist verheiratet und hat zwei Kinder. Sowohl seine Tochter Victoria als auch sein Sohn Johan-Sebastian reiten Springprüfung der schweren Klasse.

## Pferde
aktuelle:
- Oh La La van Overis (* 2014), Belgisches Warmblut Fuchsstute, Vater: Tangelo van de Zuuthoeve, Muttervater: Udarco van Overis
- Quatro (* 2006), brauner Wallach Luxemburgisches Reitpferd, Vater: Quaprice Z, Muttervater: Caletto I

ehemalige Turnierpferde:
- L´Espoir (* 1996; † 2024), Fuchswallach, Vater: Landwind II, Muttervater: Feinschnitt I, ab 2007, zuvor von Ludger Beerbaum geritten, Anfang 2016 aus dem Sport verabschiedet[6]
- Cattani (* 1995), Holsteiner, brauner Wallach, Vater: Corrado I, Muttervater: Silvester, 2006 – 2009, anschließend von Henrik von Eckermann und Alexandra Thornto geritten
- Storm (* 1999), KWPN, brauner Wallach, Vater: Grandeur, Muttervater: Nurprimus, 2010–2012 gemeinsam mit Victoria Gulliksen, zuvor von Henrik von Eckermann geritten
- Lord II Z (* 1993), Belgisches Warmblut, brauner Wallach, Vater: Landlord, Muttervater: Rebel I, 2008–2011 gemeinsam mit Victoria Gulliksen
- Dorada (* 1998), Irisches Sportpferd, Fuchswallach, Vater: Harlequin du Carel, Muttervater: Clover Hill, Besitzer: Stall Gullik AS, seit 2012 gemeinsam mit Victoria Gulliksen, zuvor von Shane Breen (2009–2011) und William Funnell (2012) geritten.
- Edesa S Banjan (ehemals: Banjan van de Roze Weide; *2001), Belgisches Warmblut, Vater: Toulon, Muttervater: Lys de Darmen, seit 2012, zuvor von Marlon Módolo Zanotelli geritten.

## Erfolge

### Championate und Weltcup
- Olympische Spiele
  - 2008, Hongkong: mit Cattani
- Weltmeisterschaften
  - 1994: mit Cor d’Alme Z, 20. Platz mit der Mannschaft und 47. Platz im Einzel
  - 2006, Aachen: mit Cattani, 21. Platz mit der Mannschaft und 17. Platz im Einzel
  - 2010, Lexington: mit L’Espoir
- Europameisterschaften
  - 1995, St. Gallen: mit Cor d’Alme Z, 12. Platz mit der Mannschaft und 46. Platz im Einzel
  - 1999, Hickstead: mit Calido, 14. Platz mit der Mannschaft und 18. Platz im Einzel
  - 2001, Arnhem: mit Calido, 10. Platz mit der Mannschaft und 20. Platz im Einzel
  - 2003, Donaueschingen: mit Frisky, 18. Platz mit der Mannschaft und 55. Platz im Einzel
  - 2007, Mannheim: mit L’Espoir, 6. Platz mit der Mannschaft und 48. Platz im Einzel
  - 2009, Windsor: mit Cattani, 9. Platz mit der Mannschaft
  - 2011, Madrid: mit L’Espoir, 14. Platz mit der Mannschaft und 57. Platz im Einzel
- Weltcupfinale
  - 2006, Kuala Lumpur: 19. Platz mit Cattani
  - 2009, Las Vegas: 36. Platz mit Cattani